# Carl Lachmann
Carl Christian Richard Lachmann, ab 1863 Freiherr von Lachmann-Falkenau (* 2. Dezember 1814 in Greiffenberg; † 11. Februar 1882 in Dresden) war ein deutscher Gutsbesitzer und Politiker.

## Leben
Carl Lachmann war der Sohn des Gutsbesitzers Carl Christian Lachmann, Herr auf Oberlangenöls und Wingendorf, Kreis Lauban, Osseg, Seiffendorf und Leippe, Kreis Grottkau und dessen Ehefrau Christiane Helene geborene Dünckler. Lachmann, der evangelischer Konfession war, heiratete am 22. Oktober 1842 in Turin Matilda Teodora Pauncefortee aus dem Hause Preston Court (* 17. August 1821 in Swansea, Wales; † 2. September 1885 in Dresden), die Tochter des Herren auf Preston Court, Robert Paunceforte (Smith).
Carl Lachmann war Herr auf Sponsberg, Kreis Trebnitz, Falkenau und Kroschen, Kreis Grottkau und Neuses bei Coburg. Mit dem Kauf der Besitzung Mensdorffsturm in Neuses bei Coburg (von Herzog Ernst II. von Sachsen-Coburg) wurde er Staatsangehöriger von Sachsen-Coburg und Gotha. Am 6. Juli 1863 wurde er in den sachsen-coburgischen Adels- und Freiherrenstand erhoben und trug nun den Namen Freiherr von Lachmann-Falkenau. Die preußische Anerkennung der Standeserhöhung datiert vom 23. November 1864. Er war Kreisdeputierter im Kreis Trebnitz und Landesältester. Er spendete 4000 Taler zur Verschönerung der Veste Coburg. 1850 wurde er Mitglied im Volkshaus des Erfurter Unionsparlaments.